# Aza-Baylisova–Hillmanova reakce
Aza-Baylisova–Hillmanova reakce, zkráceně aza-BH reakce je varianta Baylisovy–Hillmanovy reakce, při níž reaguje alken, často α,β-nenasycená karbonylová sloučenina, s iminem za přítomnosti nukleofilu. Produktem je allylový amin.
Při této reakci lze dosáhnout enantiomerních přebytků až okolo 90 %, pokud se přidají chirální sloučeniny BINOLu nebo fosfinyl-BINOLu, například při reakci n-(4-chlor-benzyliden)-benzensulfonamidu s methylvinylketonem (MVK) ve směsi cyklopentylmethyletheru a toluene při -15 °C.
Byl navržen reakční mechanismus pro konkrétní aza-BH reakci. Tato reakce je prvního řádu u trifenylfosfinového nukleofilu, MVK a tosyliminu za přítomnosti Brønstedovy kyseliny, například fenolu nebo kyseliny benzoové. Kyselina zprostředkovává eliminaci u zwitteriontu přesunem protonu, což tento krok významně urychluje. Pro tento krok byl navržen přechodný stav obsahující šestičlenný kruh. Vzhledem k jeho vratnosti způsobuje přítomnost kyseliny racemizaci chirálních aza-BH aduktů.

## Asymetrické aza-BH reakce
Aza-Baylisova–Hillmanova reakce lze provést asymetricky použitím chirálních ligandů. V jedné studii bylo použito chirální rozpouštědlo tvořené iontovou kapalinou.
Toto rozpouštědlo vzniklo jako produkt kondenzace kyseliny L-(−)-jablečné a borité za katalýzy hydroxidem sodným. Po nahrazení sodného protiiontu amonným se vytvořila iontová sloučenina s teplotou tání −32 °C.
Tato iontová kapalina posloužila jako rozpouštědlo při reakci N-(4-brombenzyliden)-4-toluensulfonamidu s methylvinylketonem katalyzované trifenylfosfinem; výtěžnost se pohybovala mezi 34 a 39 % a enantiomerní přebytek mezi 71 a 84 %.